# Traditori di tutti (album)
| Recensione           | Giudizio |
| -------------------- | -------- |
| Il Mucchio Selvaggio | 7.5/10   |
| Ondarock             | 7/10     |

Traditori di tutti è il quarto album del gruppo musicale italiano Calibro 35 pubblicato il 21 ottobre 2013 dall'etichetta Record Kicks.

## Il disco
L'album prende il titolo e s'ispira all'omonimo romanzo giallo di Giorgio Scerbanenco del 1966 ambientato a Milano.
"Traditori di Tutti" è il primo disco della band composto interamente da composizioni originali ed è strutturato come la colonna sonora di un film immaginario tratto dal romanzo in questione. Attraverso i brani ne ripropone quindi trama ("Prologue", "Vendetta", "Annoying Repetitions") personaggi ("Butcher's Bride", "Livia Ussaro") e ambientazioni.
Anche i video che accompagnano la promozione del disco sono referenziali al mondo di Scerbanenco: "Giulia Mon Amour" (diretto da Lorenzo Del Bianco) cita l'inizio del film "Milano Calibro 9" di Fernando di Leo mentre "Butcher's Bride" (diretto dal Collettivo John Snellinberg) riprende le atmosfere della commedia all'italiana.

## Tracce
1. Prologue – 3:24 (musica: L. Cavina)
2. Giulia Mon Amour – 3:37 (musica: M. Martellotta)
3. Stainless Steel – 3:42 (musica: M. Martellotta)
4. One Hundred Guests – 4:09 (musica: Cavina, Colliva, Gabrielli, Martellotta, Rodanini)
5. Mescaline 6 – 2:40 (musica: M. Martellotta)
6. The Butcher's Bride – 2:57 (musica: M. Martellotta)
7. Vendetta – 3:26 (musica: M. Martellotta)
8. You Filthy Bastards! – 2:59 (musica: E. Gabrielli, M. Martellotta)
9. Traitors – 3:54 (musica: M. Martellotta)
10. Two Pills in the Pocket – 2:47 (musica: E. Gabrielli)
11. Miss Livia Ussaro – 3:00 (musica: E. Gabrielli)
12. Annoying Repetitions – 4:45 (musica: L. Cavina, E. Gabrielli, F. Rondanini)

## Formazione
- Enrico Gabrielli - clavinet, eko tiger, mellotron, piano, rhodes, dulcitone, flauto, sassofono, voci
- Massimo Martellotta - chitarre, philips philicorda (tracce 5,7), farfisa foyer (traccia 6), arrangiamento fiati
- Luca Cavina - basso
- Fabio Rondanini - batteria e percussioni
- Tommaso Colliva - produzione

### Altri musicisti
- Paolo Raineri - tromba
- Francesco Bucci - trombone
- Serena Altavilla - voce (tracce 6, 11)